# 特雷塔赫河
47°25′38″N 10°16′26.5″E / 47.42722°N 10.274028°E

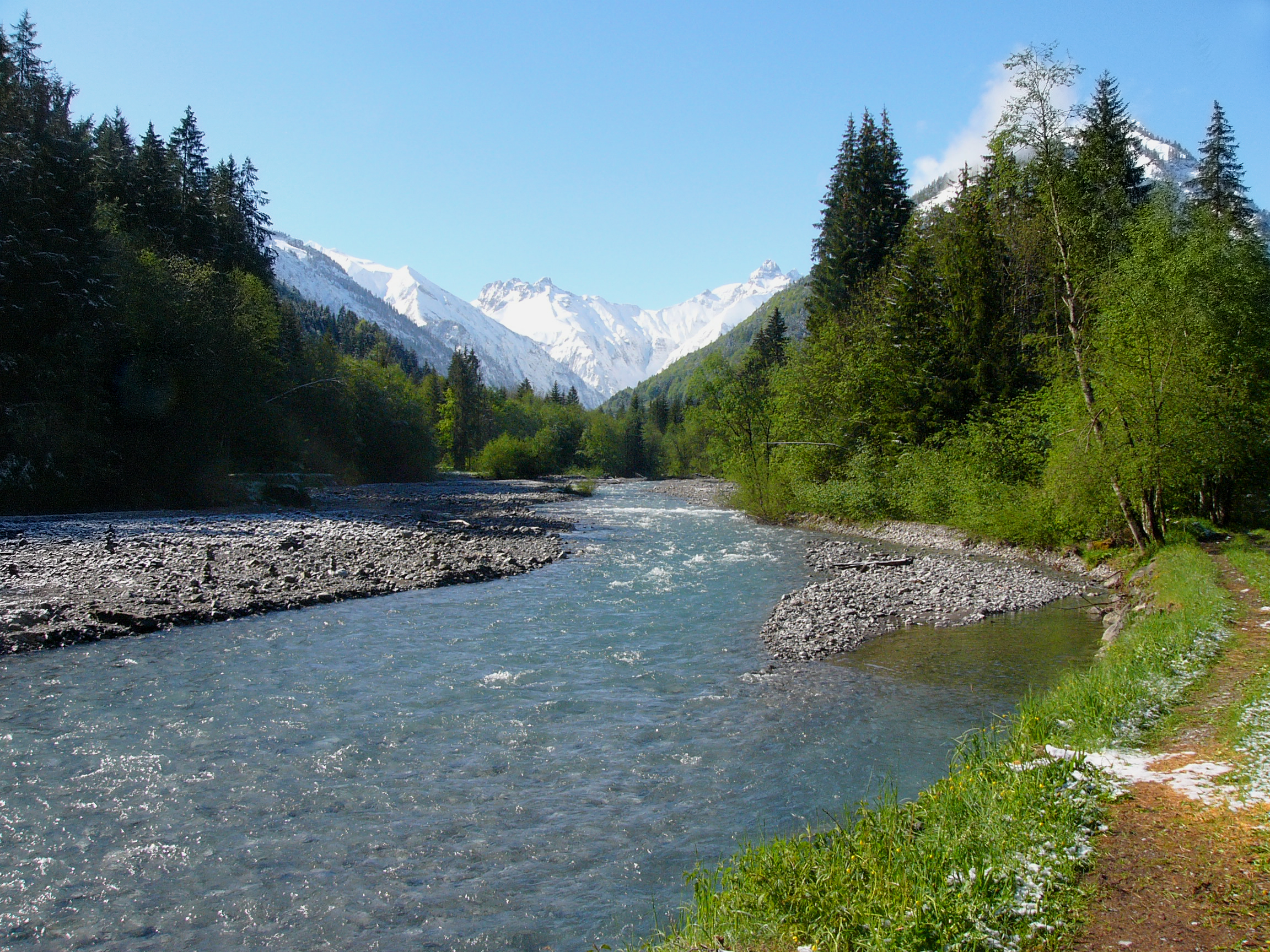
特雷塔赫河

特雷塔赫河（德語：Trettach），是德國的河流，位於該國東南部，由巴伐利亞負責管轄，處於阿爾高阿爾卑斯山脈地區，河道全長15.6公里，流域面積157平方公里，在奧伯斯多夫與布賴塔赫河、施蒂拉赫河匯流成伊勒河。

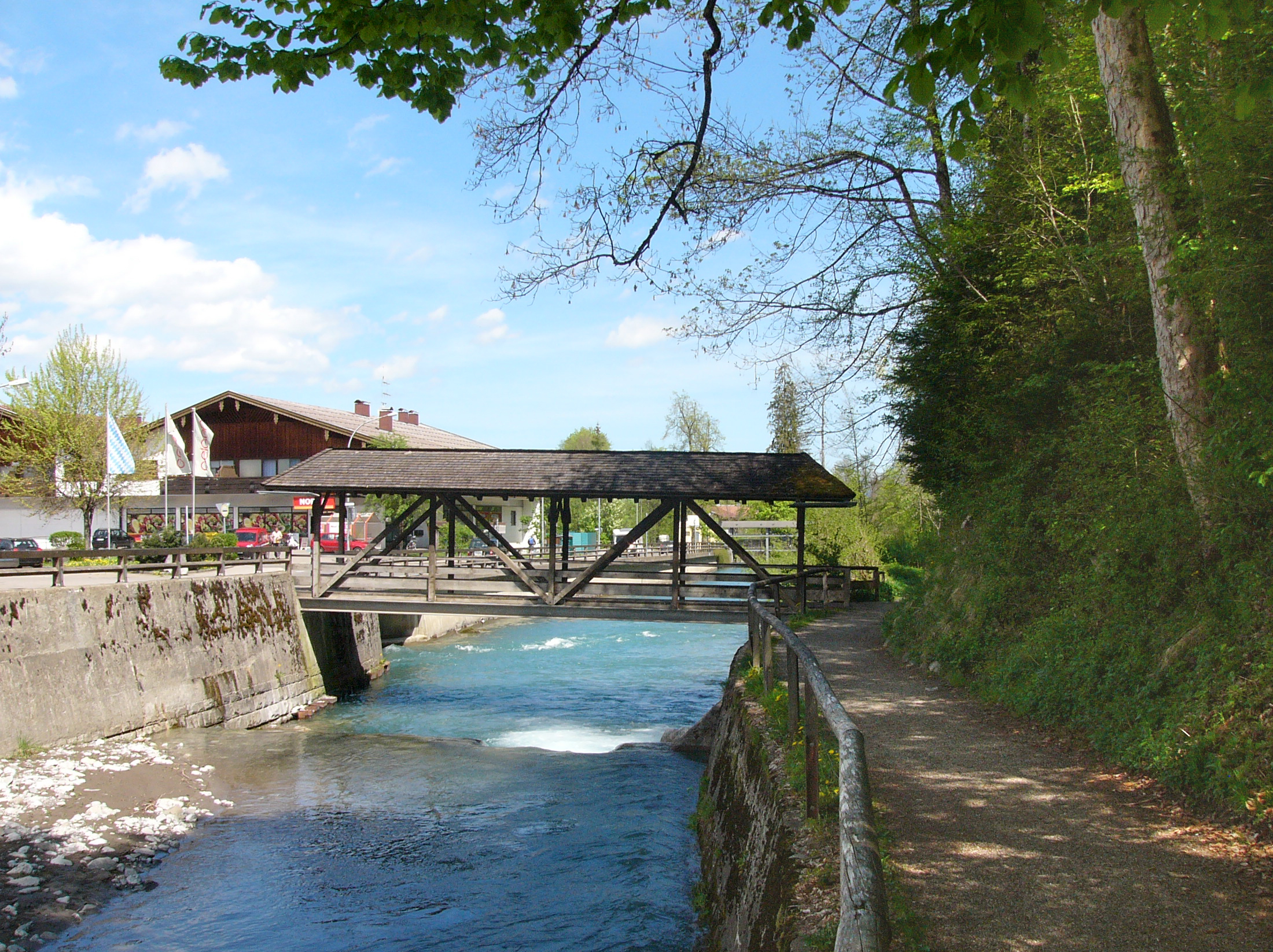
河上行人橋
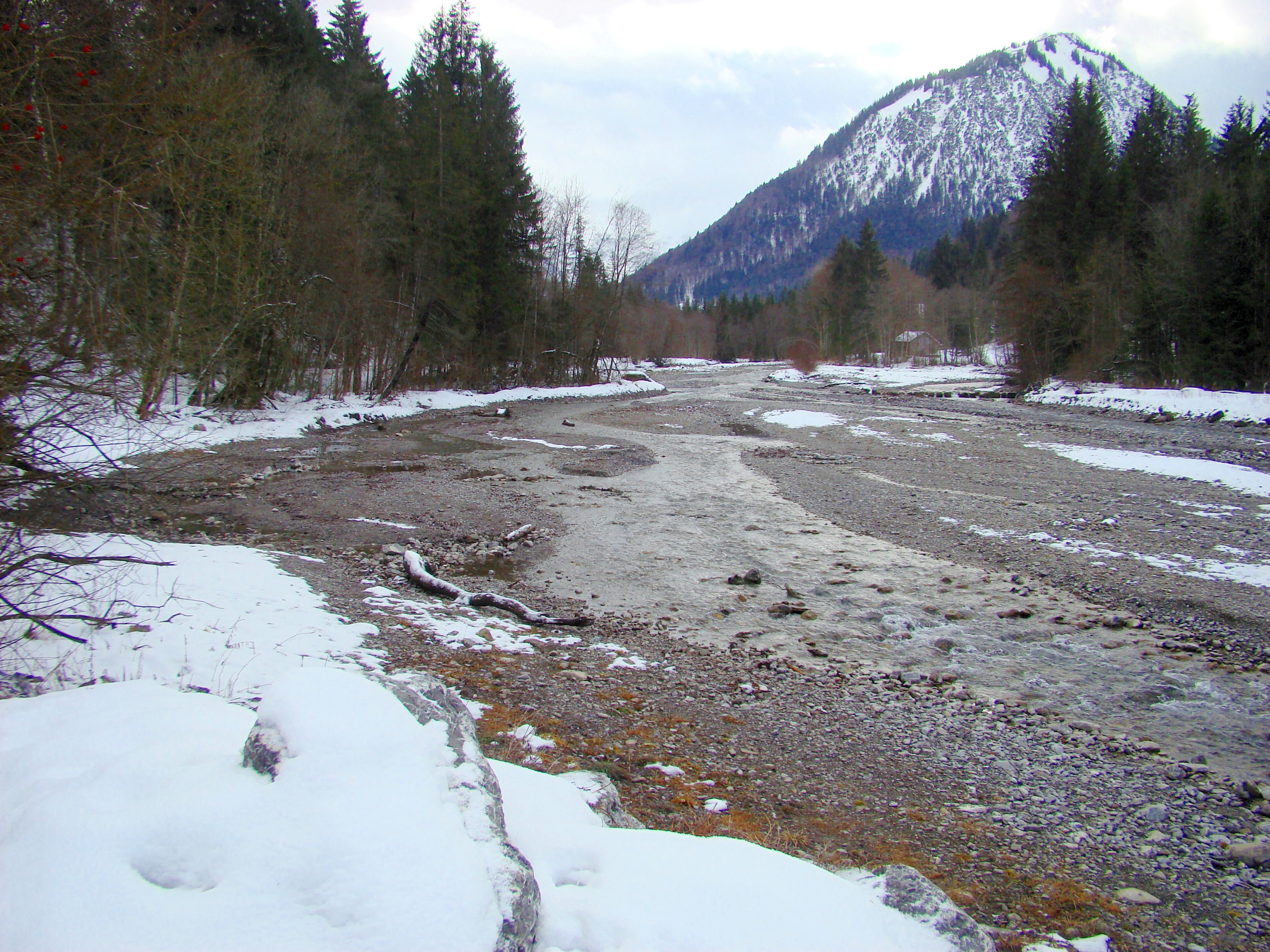
冬季雪景